# Elettroacustica improvvisata

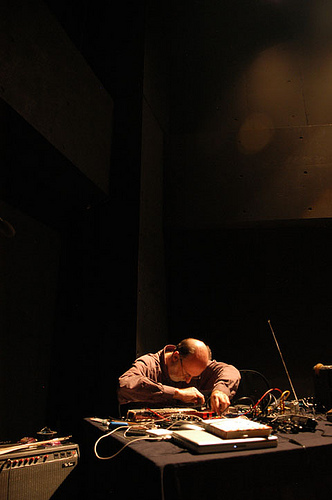
Keith Rowe (nel 2008) improvvisa con una chitarra preparata a un festival musicale a Tokyo

L'elettroacustica improvvisata (EAI) è una forma di improvvisazione libera che in origine era indicata come live electronics. Fa parte del mondo della sound art sin dagli anni 1930 con i primi lavori di John Cage.
È stata ulteriormente influenzata dall'elettronica e dalla musica elettroacustica e sperimentale di compositori statunitensi come John Cage, Morton Feldman e David Tudor. Anche il gruppo di improvvisazione libera britannico AMM, in particolare il chitarrista Keith Rowe, ha contribuito a portare l'attenzione sulla pratica.